# حوض شاه بالا
حوض شاه بالا (بالفارسية: حوض شاه بالا) هي قرية أفغانية في مقاطعة خواهان التابعة لولاية بدخشان الواقعة في شمال شرق أفغانستان.